# J. D. « Jay » Miller
J. D. « Jay » Miller (5 mai 1922 - 23 mars 1996) était un producteur de musique implanté à Crowley en Louisiane, dont les enregistrements de musique cadienne, de swamp blues, et de swamp pop ont marqué la culture populaire américaine.

## Biographie
Miller est né en 1922 à Iota en Louisiane, mais il a passé son enfance à El Campo au Texas. Toutefois, il a vécu la plus grande partie de son existence à Crowley où, à la fin des années 1930, il a joué de la guitare dans plusieurs groupes de musique cadienne, parmi lesquels Joseph Falcon et son groupe Silver Bell Band ou encore The Four Aces (en), The Rice City Ramblers et The Daylight Creepers. Au milieu des années 1940, il a commencé à produire des musiciens cadiens.
Dans les années 1950, il s'est lancé dans la production d'artistes de swamp pop, comme King Karl, Guitar Gable, Warren Storm (en), Rod Bernard (en), Johnnie Allan (en), et bien d'autres. Au même moment, il a produit des musiciens de swamp blues comme Lightnin' Slim, Lazy Lester et Slim Harpo.
Pendant toute son existence, le studio de Miller a attiré plusieurs artistes traditionnels tels que Paul Simon ou John Fogerty. Paul Simon, par exemple, a enregistré dans le studio le morceau That Was Your Mother tiré de l'album Graceland, alors que Fogerty s'est rendu à Crowley pour enregistrer une compilation avec des musiciens zydeco.
Il est décédé en 1996.